# A. T. Q. Stewart
Anthony Terence Quincey Stewart (8 tháng 7 năm 1929 - 16 tháng 12 năm 2010),  có tên nghề nghiệp là ATQ Stewart hoặc Tony Stewart, là một nhà sử học, giáo viên và viện sĩ người Bắc Ireland, và là tác giả sách bán chạy về chủ đề chính trị của Ulster và Bắc Ireland. Xuất thân từ một Giáo hội Trưởng lão, ông là thạc sĩ lịch sử tại Học viện Hoàng gia Belfast và giảng dạy nhiều năm tại Đại học Queen, Belfast.

## Đời tư
Stewart sinh ra ở Belfast, Bắc Ireland, vào năm 1929 với cha mẹ là người theo Giáo hội Trưởng lão. Ông học tại Viện hàn lâm Hoàng gia Belfast trước khi tiếp tục nghiên cứu lịch sử tại Đại học Queen's Belfast. Sau đó, ông đảm nhận công việc giáo viên lịch sử tại một trường học trong khi học lấy bằng thạc sĩ chuyên ngành xã hội về đề tài chủ nghĩa Trưởng lão cấp tiến ở Bắc Ireland sau cuộc Nổi dậy của Ireland năm 1798 và tại sao nó lại thay đổi từ quan điểm cộng hòa Ireland sang đoàn thể Anh trong những thập kỷ sau. Sau đó, ông trở thành một giảng viên và sau này là nhà nghiên cứu lịch sử chính trị Ireland cao cấp. Ông kết hôn với giảng viên tiếng Anh từ Đại học Queen và họ có với nhau hai người con. Ông nghỉ hưu sớm vào năm 1990 để phản đối sự gia tăng quan liêu ở trường đại học. Ông mất năm 2010 tại Belfast.

## Sự nghiệp học thuật
Stewart đã chỉ trích quan điểm phổ biến về lịch sử Ireland. Ông cảm thấy nó được giải thích với thiên hướng ủng hộ một phe chính trị. Ông từng tuyên bố: "Có điều gì đó không ổn với hình dạng của lịch sử Ireland; nó quá ngắn, quá hẹp, lộn ngược và nghiêng hẳn sang một bên".
Năm 1968, ông viết Cuộc khủng hoảng Ulster về việc thành lập Lực lượng Tình nguyện viên Ulster, đây là đề tài luận án tiến sĩ của ông. Năm 1977, ông viết cuốn sách The Narrow Ground được giới phê bình đánh giá rất nổi tiếng, Mục sư Ian Paisley đã giơ nó lên trong một bài thuyết giảng tại Nhà thờ Ulster và gọi nó là "một cuốn sách tuyệt vời cho chúng ta biết sự thật về lịch sử của Ulster ", mặc dù Stewart nói rằng ông không muốn nó tham gia vào chính trị. Stewart đã nhận được những lời chỉ trích từ những tuyên bố rằng ông là một "người biện hộ cho chủ nghĩa hợp nhất với Anh quốc " nhưng ông đáp lại rằng chủ nghĩa dân tộc Ireland không chỉ dành riêng cho người Công giáo.